# La Servante (Hooch)
Pour les articles homonymes, voir La Servante.
La Servante (anciennement Femme et Homme dans une chambre - Woman with a Water Pitcher, and a Man by a Bed sur le cartel du musée) est une peinture à l'huile sur panneau réalisée vers 1667-1670 par le peintre du Siècle d'or néerlandais Pieter de Hooch. L'œuvre est conservée au Metropolitan Museum of Art à New York.

## Description
La peinture a été documentée par l'historien de l'art néerlandais Hofstede de Groot en 1908, qui a écrit :

« 80. Homme et Femme dans une chambre. À droite une dame au lit converse avec son mari qui est assis en chemise de nuit sur une chaise, enfilant ses bas. Une cape bordée de fourrure et un chapeau reposent près de lui sur une table recouverte d'une nappe. Au premier plan, une jolie servante se tient debout, tenant à deux mains un plat et une chope. Une porte ouverte donne sur une autre pièce ; le soleil brille sur le mur. Toile, 22 pouces par 27 pouces. Vente. Aron de Joseph de Pinto, à Amsterdam, avril 1785, no 2. »

— entry 80 for Gentleman and Lady in a Bedroom] in Hofstede de Groot.

## Histoire
Selon le site Web du Metropolitan Museum, la peinture a été coupée sur la droite pour enlever la femme allongée dans son lit, et l'homme à côté du lit a fait l'objet d'un repeint. Le personnage central étant désormais la servante, il est logique que le titre a été modifié en conséquence.